# Máy chơi trò chơi điện tử Nintendo

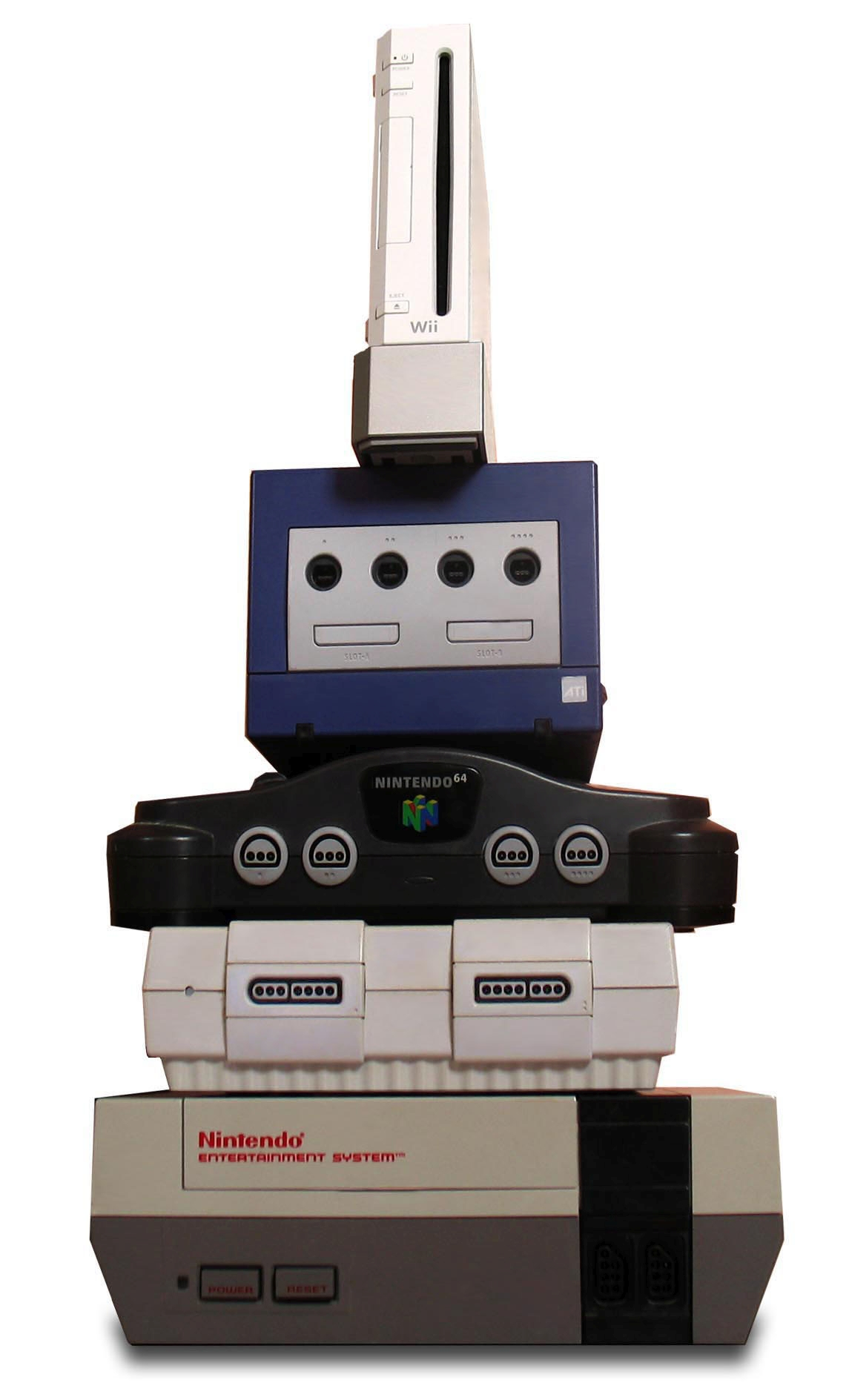
So sánh kích thước (từ trên xuống dưới) của Wii,Nintendo GameCube, Nintendo 64, SNES Bắc Mỹ và NES(1983)

Công ty điện tử đa quốc gia Nhật Bản Nintendo đã phát triển bảy máy chơi trò chơi điện tử tại gia và nhiều máy chơi trò chơi điện tử cầm tay để sử dụng với các máy thu phát khác, cũng như máy chơi trò chơi điện tử chuyên dụng và phần cứng khác cho máy chơi trò chơi điện tử của họ. Tính đến  ngày 30 tháng 9 năm 2015, Nintendo đã bán được hơn 722,22 triệu máy.
Mặc dù công ty đã phát hành Color TV Game và Game & Watch, đây là những hệ máy đầu tiên và thứ hai của họ, nhưng họ đã không đạt được thành công trên toàn thế giới cho đến khi phát hành Nintendo Entertainment System (NES) vào năm 1983. NES khởi động lại toàn ngành công nghiệp trò chơi video sau vụ sụp đổ trò chơi video năm 1983, và là một thành công mang tính quốc tế. Năm 1989, Nintendo phát hành Game Boy, trở thành máy chơi trò chơi cầm tay đầu tiên được bán với số lượng lớn. Đầu những năm 1990, vị thế dẫn đầu  thị trường của Nintendo bắt đầu giảm; Mặc dù Super Nintendo Entertainment System (SNES) ra mắt năm 1990 đem lại doanh số không nhỏ, nhưng Mega Drive / Genesis cũng là một ứng cử viên rất mạnh. Cả Nintendo và Sega đều mất thị phần đáng kể của thị trường trò chơi điện tử vào cuối những năm 1990, khi PlayStation của Sony Computer Entertainment trở thành hệ máy phổ biến nhất, đánh bại Nintendo 64, mặc dù Nintendo đã bán được nhiều máy hơn Sega Saturn.
Dreamcast, phát hành vào năm 1999, PlayStation 2, phát hành vào năm 2000, và Xbox của Microsoft, phát hành vào năm 2001, cuối cùng cũng đẩy Nintendo xuống vị trí thứ ba trên thị trường quốc tế, ngay cả việc phát hành GameCube cũng không cứu vãn nỗi. Tuy nhiên, họ vẫn giữ được vị trí dẫn đầu trong thị trường máy chơi trò chơi cầm tay, với các mẫu Game Boy Color và Game Boy Advance. Vào giữa những năm 2000, Nintendo giới thiệu thành công thiết bị chơi trò chơi cầm tay đầu tiên có màn hình cảm ứng (DS) và máy chơi trò chơi gia đình đầu tiên được thiết kế để có thể điều khiển theo cảm biến chuyển động (Wii); chúng trở thành một trong những máy chơi trò chơi bán chạy nhất mọi thời đại. Năm 2010, Nintendo trở thành công ty lớn đầu tiên phát hành máy chơi trò chơi cầm tay có hình ảnh 3D lập thể, với dòng máy 3DS, lập tức đẩy mạnh doanh số ngay từ đầu. Wii U, được phát hành vào năm 2012, ít thành công hơn và doanh số thấp hơn đáng kể so với dự đoán. Hệ máy gần đây nhất của công ty, Nintendo Switch, được phát hành vào tháng 3 năm 2017 và hiện đã vượt qua toàn bộ doanh số trọn đời của Wii U.

## Máy chơi trò chơi tại gia

### Color TV-Game (1977-1980)
Bài chi tiết: Color TV-Game

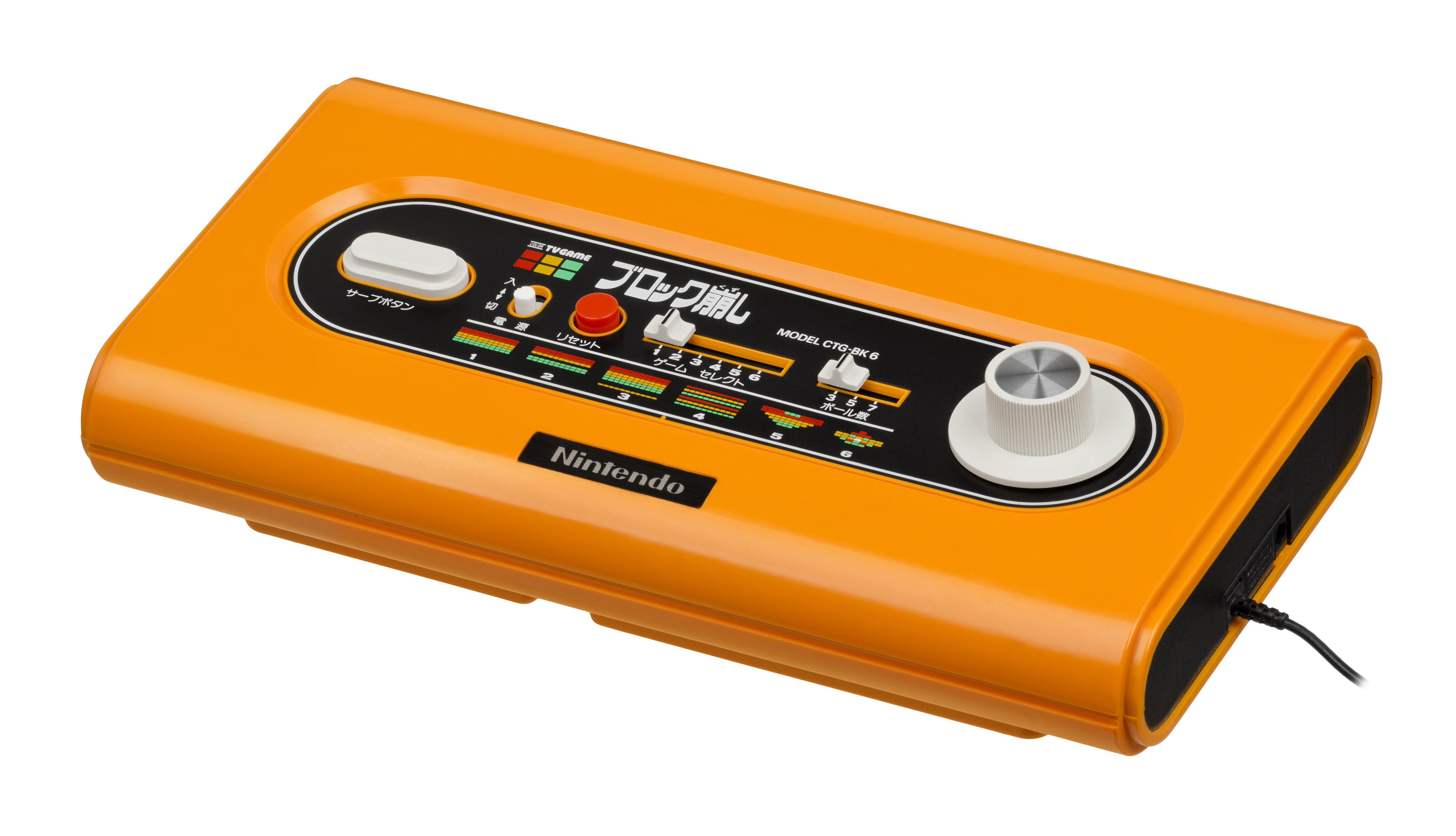
Một trong năm Color TV-Game

Color TV-Game là một loạt năm máy chơi trò chơi gia đình chuyên dụng chỉ được phát hành tại Nhật Bản. Mỗi máy chơi trò chơi có một số lượng nhỏ các trò chơi và bộ điều khiển tích hợp. Tổng cộng, khoảng 3 triệu máy đã bán ra. Loạt Color TV-Game bao gồm:
- Color TV-Game 6, phát hành ngày 01 Tháng 6 năm 1977, với sáu biến thể của Pong: Tennis, Hockey, và Volleyball trong chế độ Singles hoặc Doubles. Bán được khoảng 1 triệu máy.
- Color TV-Game 15, phát hành ngày 8 tháng 6 năm 1978, với 15 biến thể của Pong. Đây là hệ máy  phổ biến nhất trong loạt, bán được hơn 1 triệu máy.
- Color TV-Game Racing 112, phát hành ngày 8 tháng 6 năm 1978, với một trò chơi đua xe. Đáng chú ý vì đây là dự án đầu tiên của Nintendo có sự tham gia của Miyamoto Shigeru. Bán được khoảng nửa triệu máy.
- Color TV-Game Block Breaker, phát hành ngày 23 tháng 4 năm 1979, với một trò chơi dựa trên Breakout. Bán được khoảng nửa triệu máy.
- Computer TV-Game, phát hành năm 1980, với Computer Othello. Bán với số lượng hạn chế.

### Nintendo Entertainment System (1983)
Bài chi tiết: Nintendo Entertainment System

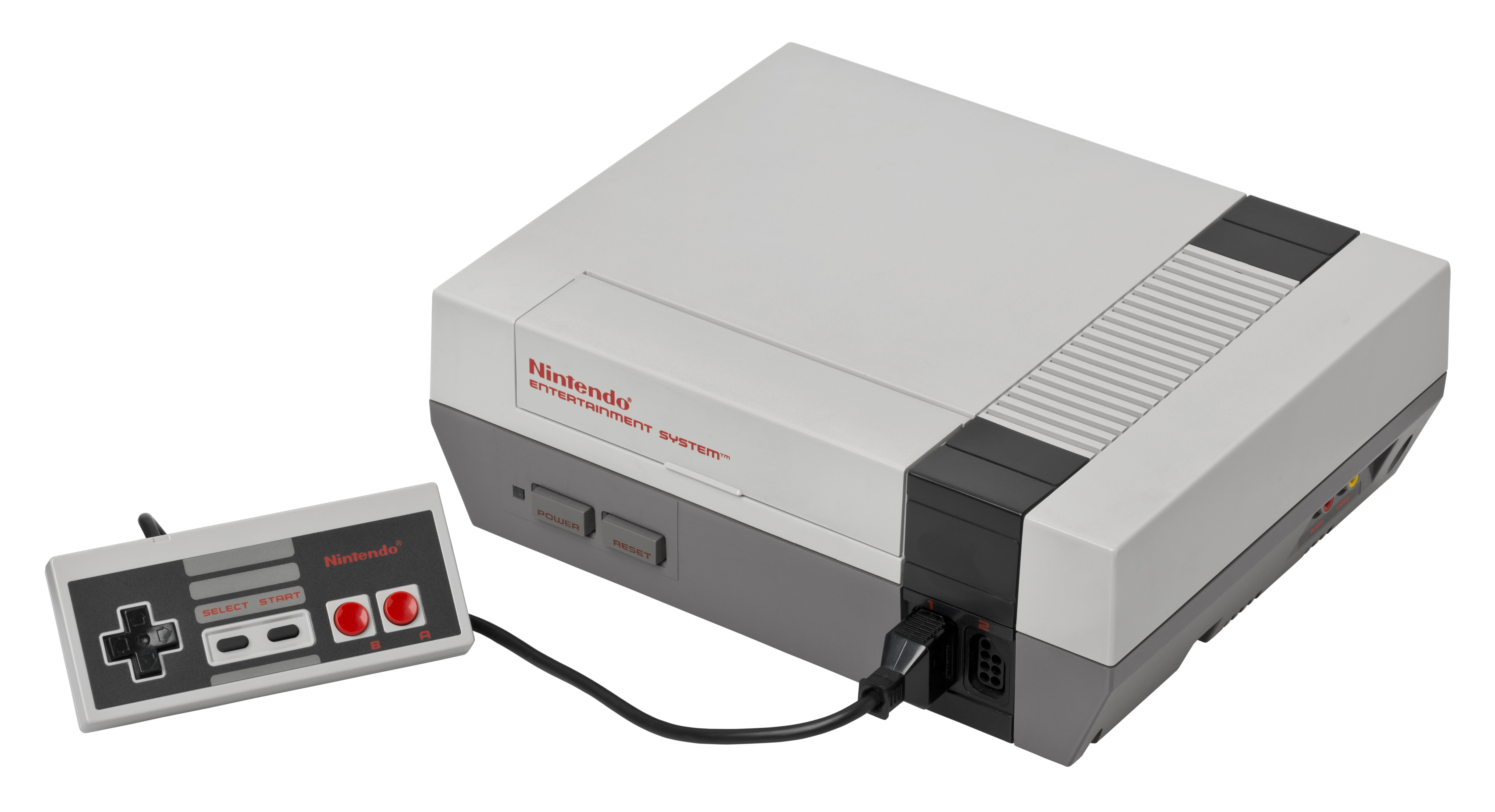
Phiên bản Bắc Mỹ của Nintendo Entertainment System

Được phát hành vào ngày 15 tháng 7 năm 1983, Nintendo Entertainment System (NES) là một máy chơi trò chơi điện tử 8 bit được phát hành bởi Nintendo ở Bắc Mỹ, Nam Mỹ, Châu Âu, Châu Á, Châu Đại Dương và Châu Phi và là máy chơi trò chơi video gia đình đầu tiên của Nintendo được phát hành bên ngoài Nhật Bản. Tại Nhật Bản, máy được gọi là "Máy tính gia đình" (hay "Famicom", viết tắt). Bán được 61,91 triệu máy trên toàn thế giới, NES đã giúp hồi sinh ngành công nghiệp trò chơi video sau sự cố trò chơi video năm 1983 và đặt ra tiêu chuẩn cho các máy chơi trò chơi tiếp theo trong mọi thứ, từ thiết kế trò chơi đến thực tiễn kinh doanh. NES là giao diện điều khiển đầu tiên mà nhà sản xuất công khai làm thân với các nhà phát triển bên thứ ba. Nhiều thương hiệu mang tính biểu tượng của Nintendo, như The Legend of Zelda và Metroid bắt đầu trên NES. Nintendo tiếp tục sửa chữa các máy Famicom tại Nhật Bản cho đến ngày 31 tháng 10 năm 2007, quyết định ngừng hỗ trợ do sự thiếu hụt ngày càng tăng của các bộ phận cần thiết.

Nintendo phát hành phiên bản dựa trên phần mềm mô phỏng của Nintendo Entertainment System vào ngày 10 tháng 11 năm 2016. Được gọi là NES Classic Edition, máy là một máy chơi trò chơi chuyên dụng đi kèm với một tay cầm duy nhất và 30 trò chơi được cài sẵn.

### Super Nintendo Entertainment System (1990)
Bài chi tiết: Super Nintendo Entertainment System

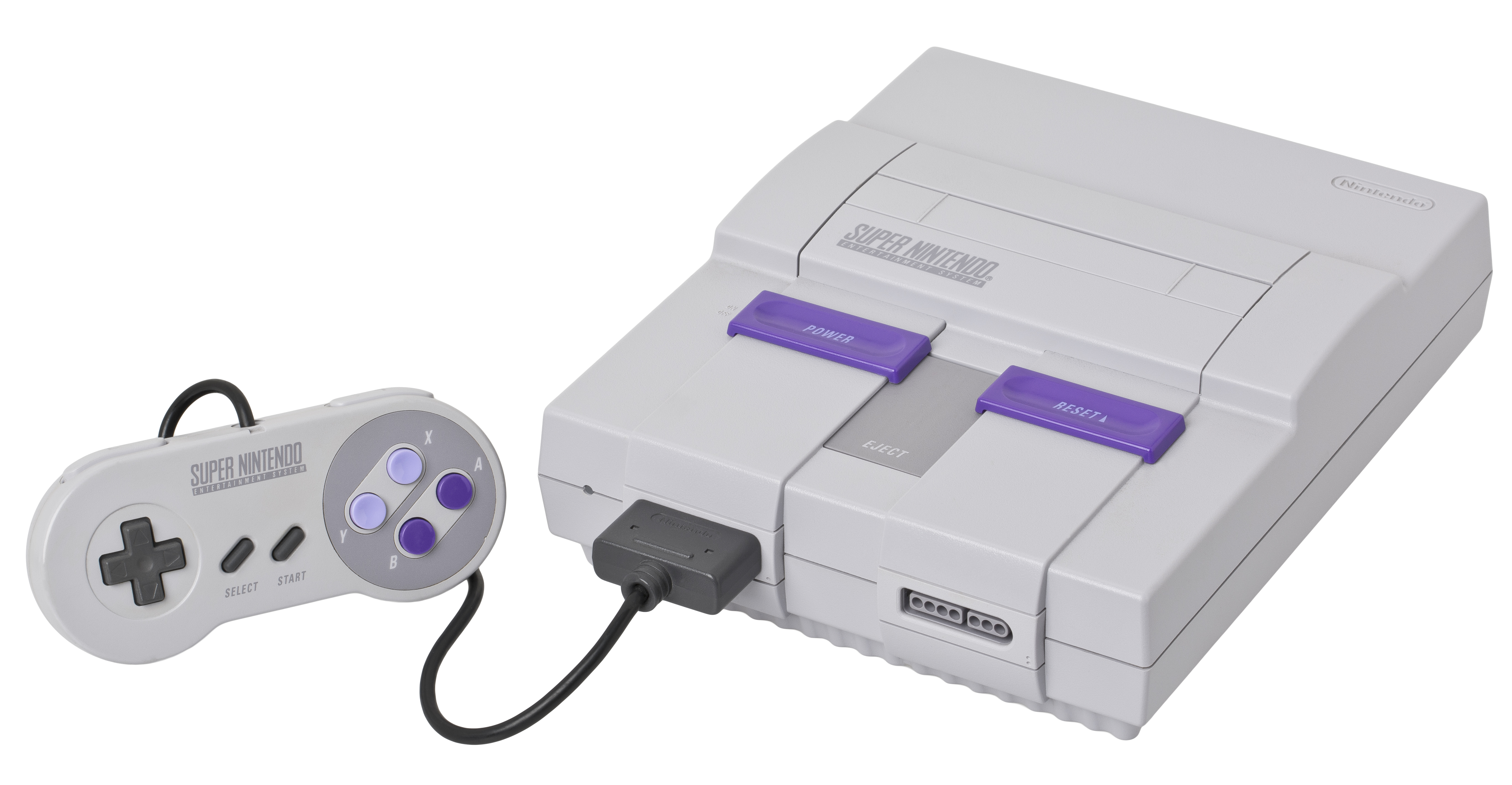
Phiên bản Bắc Mỹ của Super Nintendo Entertainment System

Được phát hành vào ngày 21 tháng 11 năm 1990, Super Nintendo Entertainment System, viết tắt Super NES hoặc SNES và rút ngắn thành Super Nintendo, là một máy chơi trò chơi điện tử 16 bit được phát hành bởi Nintendo ở Bắc Mỹ, Nam Mỹ, Châu Âu, Châu Á, Châu Đại Dương và Châu Phi. Ở Nhật Bản, máy được gọi là Super Famicom. Tại Hàn Quốc, máy được gọi là Super Comboy và được phân phối bởi Hyundai Electronics.
Super NES là máy chơi trò chơi gia đình thứ hai của Nintendo, sau Nintendo Entertainment System. Trong khi hệ máy trước đó đã phải vật lộn ở khu vực PAL và các khu vực lớn ở châu Á, Super NES là một thành công toàn cầu, mặc dù không thể sánh được với sự phổ biến của tiền nhiệm ở Bắc Á và Bắc Mỹ, một phần để tăng sự cạnh tranh từ Genesis của Sega (được phát hành ở châu Âu và châu Á nhưng Hàn Quốc là Mega Drive). Mặc dù khởi đầu khá muộn, Super NES đã trở thành máy chơi trò chơi bán chạy nhất trong kỷ nguyên 16 bit, bán được 49,10 triệu máy trên toàn thế giới. Thư viện Super NES được biết đến với việc nâng cấp một số thương hiệu nổi tiếng nhất của Nintendo và khiến các trò chơi trở nên được đánh giá cao hơn, như SSuper Metroid, The Legend of Zelda: A Link to the Past, Final Fantasy IV và VI, Donkey Kong Country, và Super Mario World, cũng bắt đầu một số nhượng quyền thương mại nổi tiếng như Star Fox and Mega Man X.

Tương tự như NES Classic Edition được phát hành trước đó, Nintendo đã phát hành một phiên bản dựa trên phần mềm mô phỏng của Super Nintendo Entertainment System vào ngày 29 tháng 9 năm 2017. Được gọi là Super NES Classic Edition, giống như phiên bản tiền nhiệm, là một máy chơi trò chơi điện tử chuyên dụng đi kèm hai tay cầm và 21 trò chơi được tải trước, một trong số đó, Star Fox 2, là tựa trò chơi ban đầu được phát triển cho hệ máy chưa được phát hành.

### Nintendo 64 (1996)
Bài chi tiết: Nintendo 64

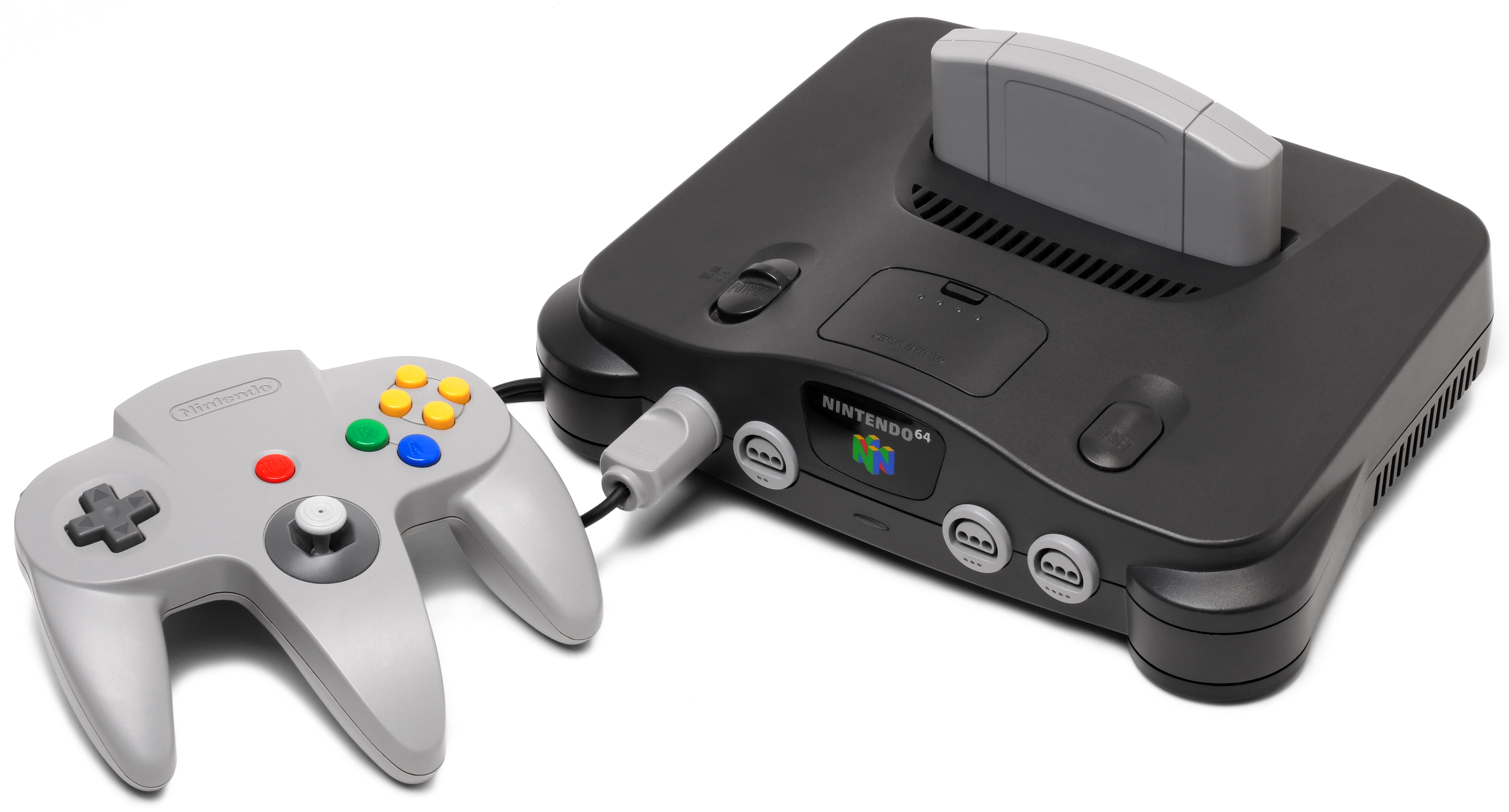
Một máy Nintendo 64

Phát hành ngày 23 tháng 6 năm 1996, Nintendo 64, thường được gọi là N64, và có tên mã Ultra 64, là máy chơi trò chơi điện tử tại gia thứ ba của Nintendo dành cho thị trường quốc tế. Cùng với ba trò chơi ra mắt tại Nhật Bản (Super Mario 64, Pilotwings 64 và Saikyo Habu Shogi) và hai ở Bắc Mỹ (Super Mario 64 và Pilotwings 64). Các khu vực PAL cũng có ba tựa trò chơi ra mắt (Super Mario 64, Shadows of the Empire và Pilotwings 64) với Turok: Dinosaur Hunter bị trì hoãn cho đến ba ngày sau. Các trò chơi quan trọng khác bao gồm Donkey Kong 64, Diddy Kong Racing, Banjo-Kazooie, hai trò chơi trong loạt The Legend of Zelda , GoldenEye 007, Mario Kart 64, Super Smash Bros., và Star Fox 64. Nintendo 64 đã bán được 32,93 triệu máy.

### Nintendo GameCube (2001)
Bài chi tiết: Nintendo GameCube

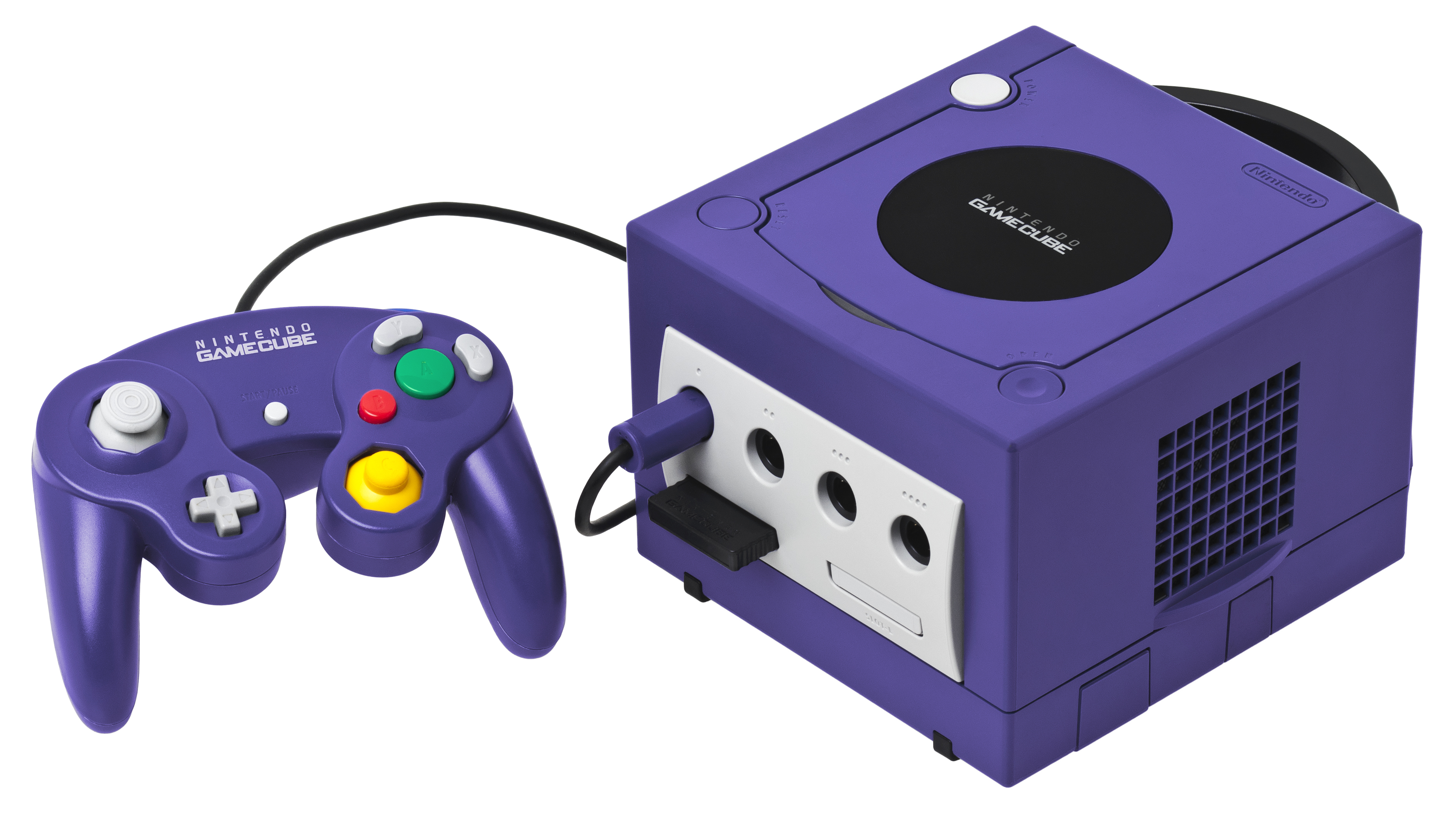
Một máy Nintendo GameCube

Nintendo GameCube (thường được rút ngắn thành GameCube, NGC hoặc GCN) được phát hành vào năm 2001. Đó là thế hệ máy chơi trò chơi gia đình thứ sáu của Nintendo, cùng thế hệ với Dreamcast của Sega, PlayStation 2 của Sony và Xbox của Microsoft. Cho đến khi hệ máy ra mắt tại SpaceWorld 2000, dự án được biết đến với tên Dolphin, vẫn chỉ có thể được nhìn thấy máy và một số phụ kiện của máy. GameCube là hệ máy chơi trò chơi gia đình thế hệ thứ sáu nhỏ gọn nhất. GameCube là hệ máy đầu tiên của Nintendo sử dụng đĩa quang thay vì băng trò chơi. Một thỏa thuận với nhà sản xuất ổ đĩa quang Matsushita đã dẫn đến việc một hệ máy GameCube có thể chơi dĩa DVD có tên là Panasonic Q, chỉ được phát hành tại Nhật Bản. Phần lớn các dòng sản phẩm cốt lõi của Nintendo tập trung vào các phần tiếp theo của các thương hiệu đình đám của họ như Super Mario Sunshine, Super Smash Bros. Melee, The Legend of Zelda: Wind Waker, Metroid Prime, Pokémon Colosseum, và Star Fox Adventures, các nhượng quyền mới như Animal Crossing và Pikmin cũng ra đời, mặc dù nhượng quyền trước đây được phát hành độc quyền tại Nhật Bản trên N64. GameCube chỉ bán được 21,74 triệu máy.

### Wii (2006)
Bài chi tiết: Wii

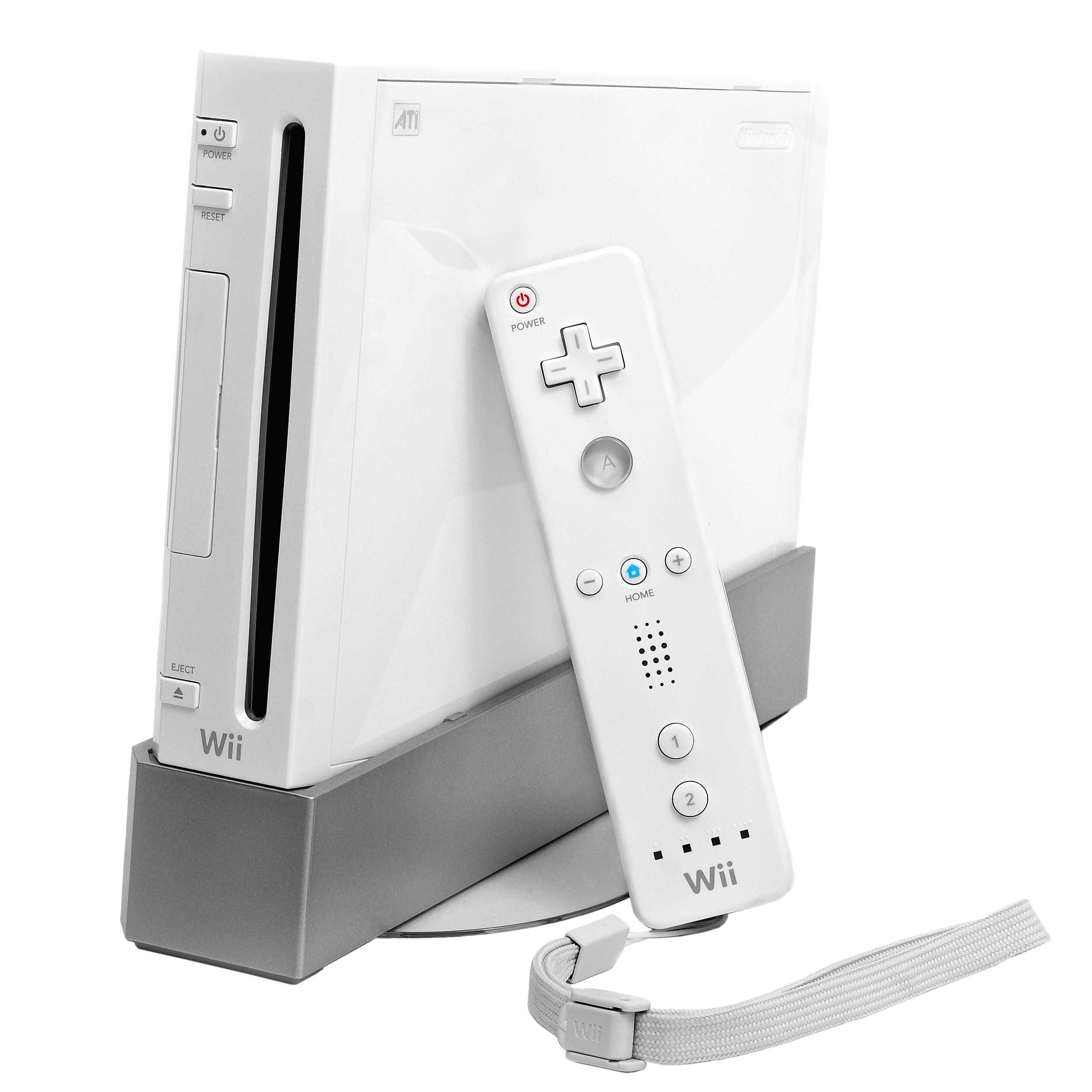
Wii và Wii Remote của máy

Wii phát hành vào ngày 19 tháng 11 năm 2006 dưới dạng máy chơi trò chơi gia đình thế hệ thứ bảy của Nintendo. Nintendo được thiết kế nhằm thu hút thị phần người chơi rộng hơn so với các đối thủ chính của máy, PlayStation 3 và Xbox 360, bao gồm cả những người chơi "phổ thông" và những người mới biết về trò chơi điện tử.
Những mục tiêu này được nhấn mạnh bởi tính năng biệt lập của máy, bộ điều khiển chuyển động cầm tay Wii Remote, có thể phát hiện chuyển động và xoay theo ba chiều, sử dụng hỗn hợp cảm biến bên trong và định vị hồng ngoại. Tay cầm bao gồm một cổng mở rộng có thể được sử dụng để kết nối các phụ kiện khác, chẳng hạn như Nunchuk, đính kèm với một thanh analog và các nút bổ sung, một gamepad "Classic Controller" sẽ đem đến cảm giác quen thuộc của cách điều khiển truyền thống và phụ kiện Wii MotionPlus được thiết kế để nâng cao khả năng phát hiện chuyển động của các mẫu Wii Remote gốc.
Phần cứng bên trong của Wii có thể nói là bản cập nhật từ GameCube; so với các đối thủ thế hệ thứ bảy, Wii có đồ họa thấp hơn và không có độ phân giải cao. Wii cũng có các tính năng hỗ trợ internet; dịch vụNintendo Wi-Fi Connection để hỗ trợ chơi năng trực tuyến và nhiều tính năng khác, tính năng WiiConnect24 cho phép tải xuống các tin nhắn và cập nhật trong chế độ chờ. Thông qua Wii Shop Channel, các trò chơi và ứng dụng bổ sung có thể được tải xuống hoặc mua, bao gồm lựa chọn Virtual Console - một tập hợp các trò chơi điện tử cổ điển được giả lập từ các máy chơi trò chơi cũ. Các mô hình ban đầu của Wii cũng có khả năng tương thích ngược với các trò chơi và tay cầm GameCube, nhưng đã bị loại bỏ khỏi các phiên bản phần cứng sau này.

Wii đem lại thành công lớn cho Nintendo; vào tháng 4 năm 2007, Wall Street Journal tuyên bố Nintendo đã "trở thành công ty bất bại trong lĩnh vực kinh doanh trò chơi", do thành công của Wii và dòng Nintendo DS cầm tay. Tính đến  ngày 31 tháng 3 năm 2016, Wii đã bán được 101,63 triệu máy trên toàn thế giới. Bộ sưu tập minigame thể thao của Wii Sports, được thiết kế để tận dụng Wii Remote, tích hợp với tay cầm, nằm trong bản phát hành bên ngoài thị trường Nhật Bản và có tác động văn hóa lớn với tư cách là " ứng dụng sát thủ ".

### Wii U (2012)
Bài chi tiết: Wii U

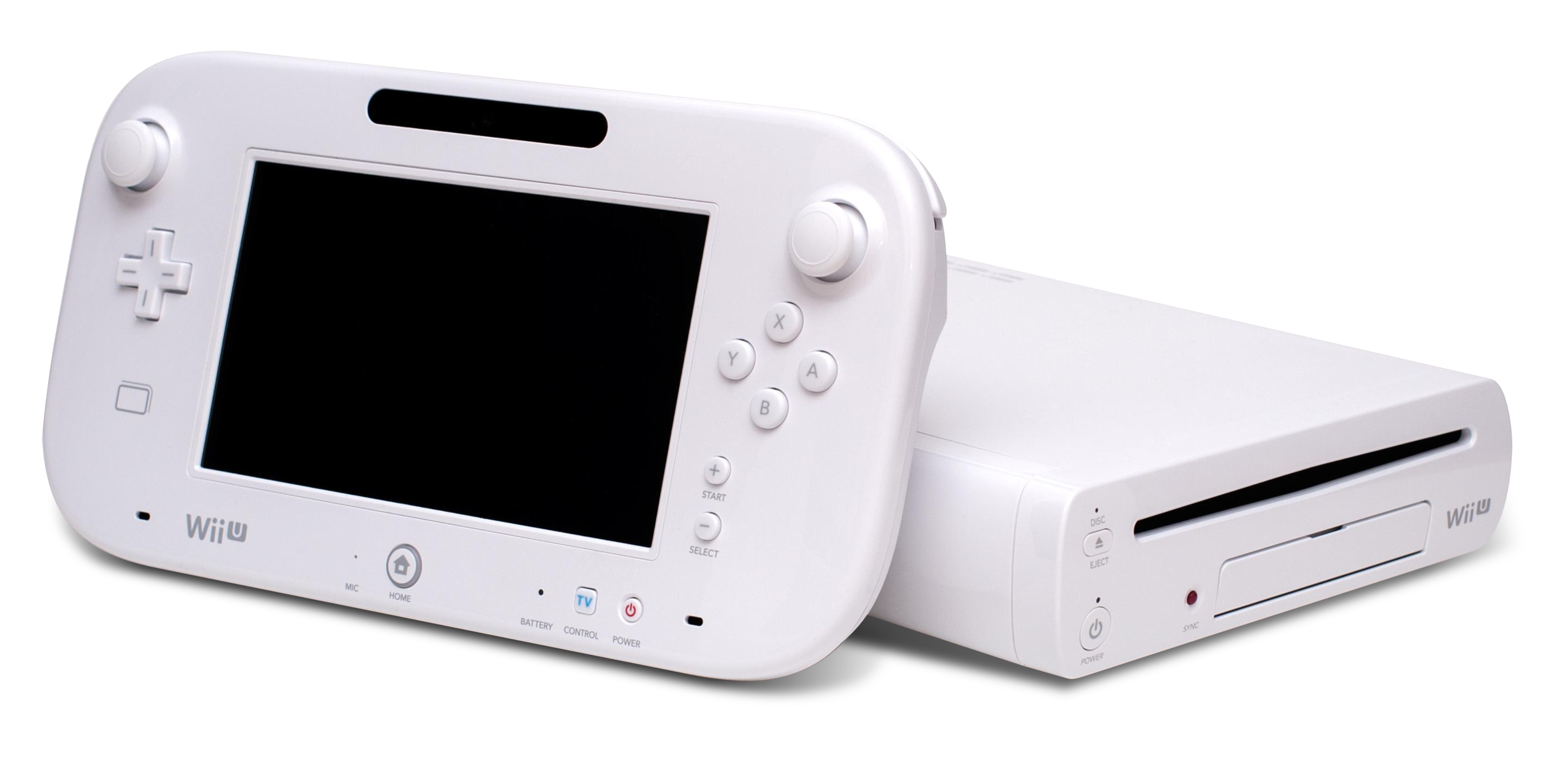
Wii U và GamePad của máy.

Wii U phát hành vào ngày 18 tháng 11 năm 2012 với tư cách là kế thừa trực tiếp Wii và là sản phẩm đầu tiên trong thế hệ thứ tám của máy chơi trò chơi video gia đình. Tính năng phần cứng nổi bật của Wii U là GamePad, bộ điều khiển giống như máy tính bảng có màn hình cảm ứng truyền phát không dây với đầu ra video từ tay cầm. Màn hình của GamePad có thể được sử dụng để cung cấp các phối cảnh thay thế hoặc bổ sung trong trò chơi hoặc là màn hình chính thay cho TV. Cụ thể, Nintendo đã thúc đẩy khái niệm nhiều người chơi " bất đối xứng ", trong đó người chơi với GamePad sẽ có một mục tiêu và quan điểm khác so với những người chơi khác. Bên cạnh GamePad, Wii U vẫn hỗ trợ tay cầm và trò chơi Wii. Một gamepad thông thường được gọi là Bộ điều khiển Wii U Pro cũng đã được phát hành.
Wii U có tính năng trực tuyến rộng rãi hơn Wii, sử dụng nền tảng Nintendo Network; giống như Wii, hỗ trợ nhiều người chơi trực tuyến, tải xuống, mua các trò chơi và ứng dụng mới, trò chuyện video. Trước đây, máy có một mạng xã hội nội bộ được gọi là Miiverse, cho phép người dùng viết và vẽ bài, đăng trong các cộng đồng riêng, dịch vụ đã bị ngừng vào ngày 8 tháng 11 năm 2017. Nintendo cũng đã thêm một màn hình thứ hai xuất ra TV cho Wii U thông qua một tính năng được gọi là Nintendo TVii,  đã ngừng hoạt động bên ngoài Nhật Bản vào tháng 8 năm 2015. Không giống như Wii, phần cứng của Wii U có đồ họa độ nét cao.
Wii U nhận được những phản hồi khá kém ngay từ ban đầu, được ghi nhận là một dòng máy yếu, các nhà sản xuất bên thứ ba cũng không cảm thấy hứa hẹn đối với hệ máy này, cũng như việc PlayStation 4 và Xbox One phát hành năm sau đó. Tuy nhiên, một số nhà phê bình cho rằng Wii U vẫn có chút lợi thế so với PS4 và Xbox One, với giá rẻ và các trò chơi độc quyền như Super Mario 3D World. Doanh số tăng đều đặn sau khi phát hành nhờ những trò chơi độc quyền của bên thứ nhất, bao gồm Mario Kart và Super Smash Bros., và nhượng quyền thương mại mới Splatoon.

Vào tháng 1 năm 2017, một phát ngôn viên của Nintendo tuyên bố việc sản xuất máy chơi trò chơi này đã kết thúc, chỉ 13,56 triệu máy được bán ra.

### Nintendo Switch
Bài chi tiết: Nintendo Switch

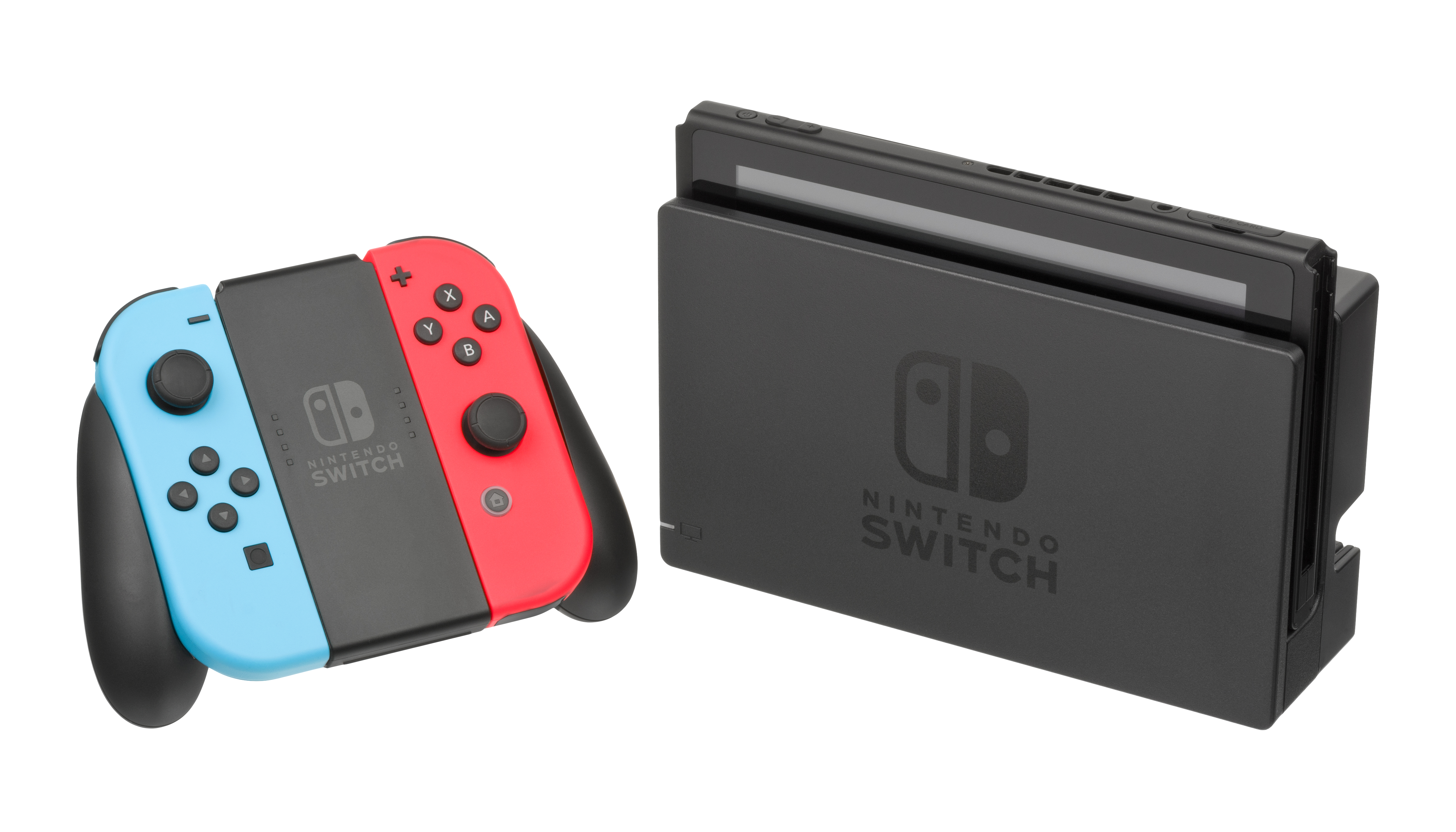
Nintendo Switch, đã cập cảng và với bộ điều khiển tách ra.

Nintendo Switch được phát hành vào ngày 3 tháng 3 năm 2017 và là sản phẩm thứ hai của Nintendo trong thế hệ máy chơi trò chơi thứ tám. Hệ máy được đặt tên mã là "Nintendo NX" trước khi công bố chính thức. máy là một thiết bị lai, có thể được sử dụng như một máy chơi trò chơi gia đình được lắp vào Nintendo Switch Dock rồi gắn vào tivi, đứng trên bàn bằng chân đế hoặc, có thể trở thành một bàn điều khiển di động giống như máy tính bảng. máy có hai tay cầm không dây có thể tháo rời được gọi là Joy-Con, có thể được sử dụng riêng lẻ hoặc gắn vào báng tay cầm. Cả hai Joy-Con đều được chế tạo với cảm biến chuyển động và HD Rumble, hệ thống phản hồi rung động haptic của Nintendo, cải thiện trải nghiệm chơi trò chơi. Tuy nhiên, chỉ có Joy-Con bên phải có đầu đọc NFC trên cần điều khiển với Amiibo và cảm biến hồng ngoại ở mặt sau. Nintendo Switch Pro Controller là bộ điều khiển kiểu truyền thống giống như của Gamecube.
Trailer công bố  được chiếu vào ngày 20 tháng 10 năm 2016 và giới thiệu chức năng lai của máy cũng như các cảnh quay từ The Legend of Zelda: Breath of the Wild và các tựa trò chơi mới tiềm năng như Super Mario, Mario Kart và Splatoon. Những trò chơi này sau đó đã được công bố lần lượt là Super Mario Odyssey, Mario Kart 8 Deluxe và Splatoon 2.

Nintendo Switch đã bán được 68.30 triệu máy kể từ ngày 30 tháng 9 năm 2019, bán chạy hơn Nintendo Wii U, GameCube, SNES, NES và Nintendo 64 trong ba năm đầu tiên ra mắt.

## Máy chơi trò chơi điện tử cầm tay

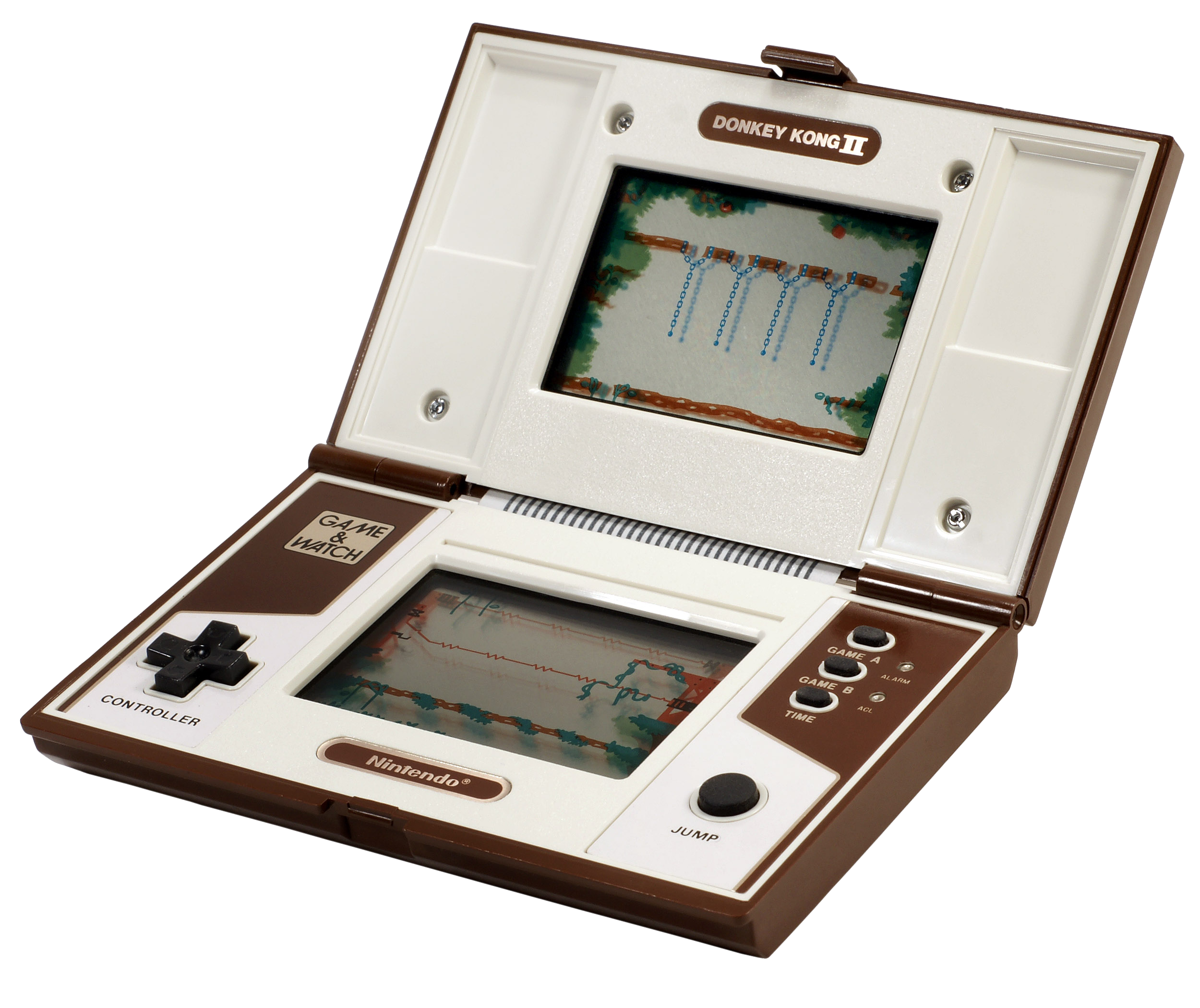
Máy Game & Watch với Donkey Kong 2 được cài sẵn.

### Loạt Game & Watch (1980-1991, 2020-2021)
Loạt Game & Watch là các máy chơi trò chơi điện tử cầm tay do Nintendo sản xuất và được tạo ra bởi nhà thiết kế trò chơi Yokoi Gunpei từ năm 1980 đến năm 1991. Đặc trưng là máy chỉ có một trò chơi duy nhất trên màn hình LCD, ngoài ra còn có đồng hồ và báo thức. Hầu hết các tựa trò chơi đều có nút "GAME A"(chế độ dễ) và nút "GAME B"(chế độ khó). Game B thường là phiên bản nhanh hơn, khó hơn của Game A. Các phiên bản khác nhau đã được sản xuất, với một số máy chơi trò chơi có hai màn hình (Dòng Đa màn hình) và thiết kế vỏ sò. Nintendo DS sau đó đã sử dụng lại thiết kế này. Game & Watch đã khiến các thiết bị cầm tay trở nên phổ biến rộng rãi. Nhiều công ty đồ chơi theo bước của Game & Watch, như Tiger Electronics và các trò chơi theo chủ đề Star Wars của họ. Các máy Game & Watch của Nintendo cuối cùng đã được thay thế bởi Game Boy. Mỗi Game & Watch chỉ có thể chơi một trò chơi, do việc sử dụng màn hình LCD được in sẵn với lớp phủ. Tốc độ và khả năng phản hồi của các trò chơi cũng bị giới hạn bởi thời gian LCD thay đổi trạng thái. Game & Watch đã bán được hơn 80 triệu máy trên toàn thế giới. Vào ngày 3 tháng 9 năm 2020, Nintendo đã công bố một phiên bản Game & Watch đặc biệt để kỷ niệm Super Mario Bros. ' Kỷ niệm 35 năm,  được phát hành vào ngày 13 tháng 11 năm 2020. Máy sẽ bị ngừng sản xuất vào ngày 31 tháng 3 năm 2021.

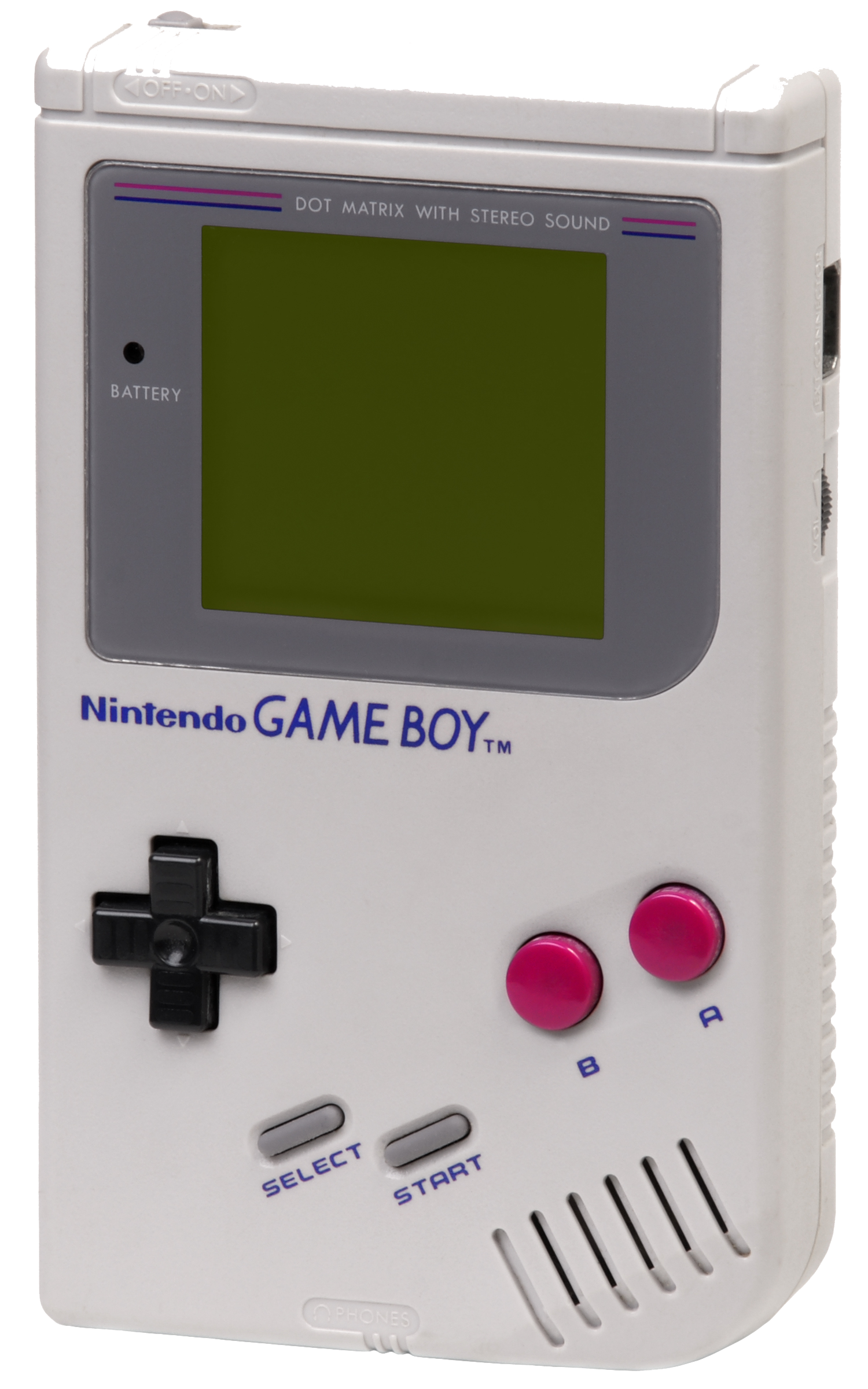
Game Boy nguyên bản.

### Game Boy (1989)
Game Boy là máy chơi trò chơi điện tử cầm tay đầu tiên được bán ra bởi Nintendo có các băng ROM có thể hoán đổi cho mỗi trò chơi, không giống như Game & Watch. Được phát hành vào năm 1989 tại Nhật Bản, đây là một trong những máy chơi trò chơi điện tử bán chạy nhất thế giới, với hơn 100 triệu máy. Game Boy là hệ máy đầu tiên trong dòng Game Boy, được bán với một số phiên bản và biến thể khác nhau, bao gồm cả phiên bản thiết kế lại là Game Boy Pocket và Game Boy Light ở Nhật Bản. Năm 1998, Nintendo đã có kế hoạch phát hành Game Boy Advance, nhưng bị lùi lại, phát hành Game Boy Color, một hệ máy Game Boy mới với đồ họa màu. Kết hợp lại, Game Boy và Game Boy Color đã bán được 118,69 triệu máy trên toàn thế giới.

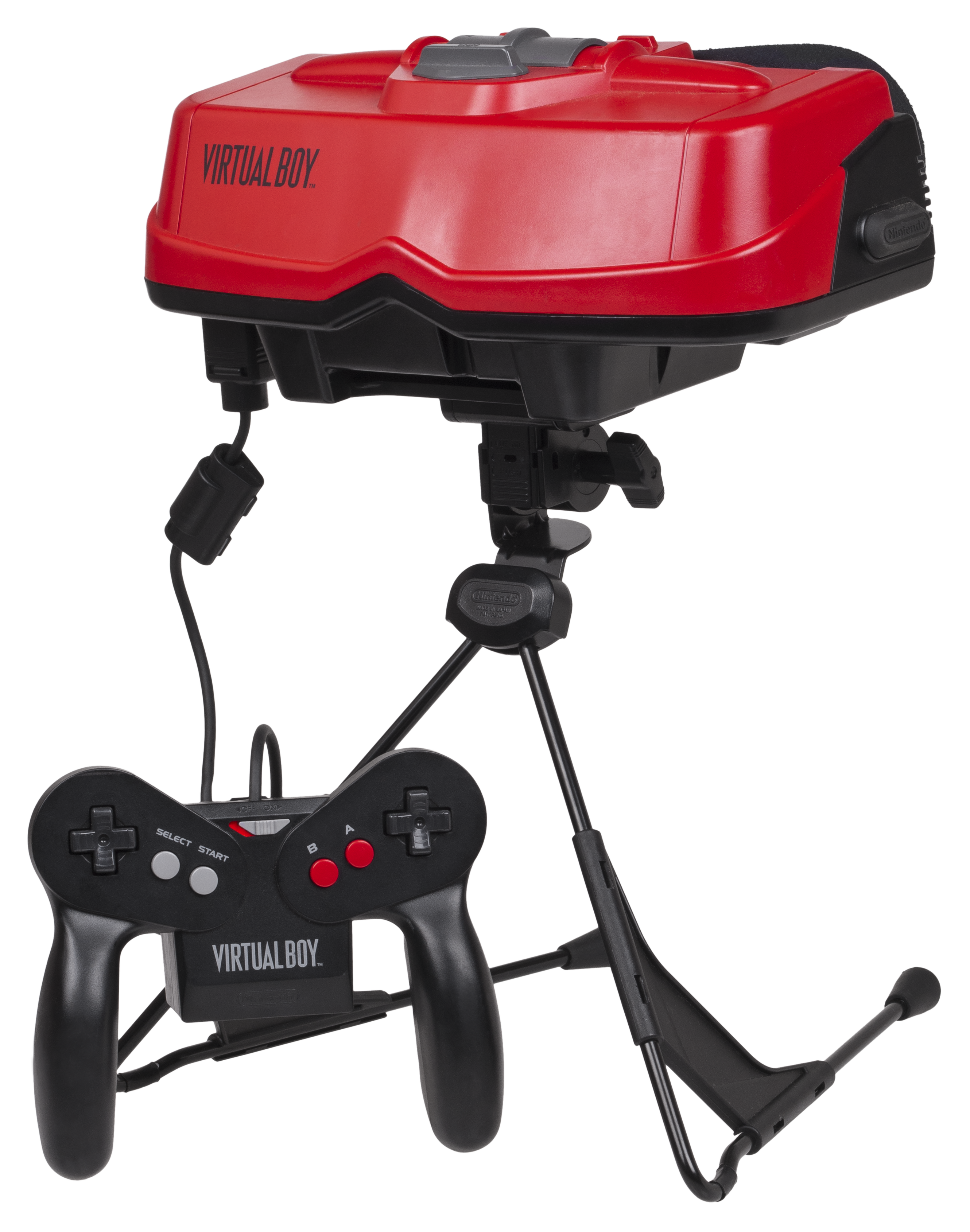
Một Virtual Boy.

### Virtual Boy (1995)
Virtual Boy của Nintendo (còn được gọi là VR-32 trong quá trình phát triển) là máy chơi trò chơi cầm tay đầu tiên có khả năng hiển thị đồ họa 3D thực. Hầu hết các trò chơi buộc phải sử dụng hiệu ứng nhận thức của mắt về độ sâu của ảnh để đạt được ảo ảnh ba chiều trên màn hình hai chiều, nhưng Virtual Boy có thể tạo ra ảo ảnh chính xác hơn về chiều sâu thông qua hiệu ứng được gọi là thị sai. Nintendo 3DS cũng sử dụng công nghệ này. Theo cách tương tự như sử dụng màn hình gắn trên đầu, người dùng nhìn vào một thị kính được làm bằng cao su neoprene ở mặt trước của máy, và sau đó, một máy chiếu kiểu mắt kính cho phép xem hình ảnh đơn sắc (trong trường hợp này, là màu đỏ). Phát hành vào ngày 21 tháng 7 năm 1995 tại Nhật Bản và ngày 14 tháng 8 năm 1995 tại Bắc Mỹ và với mức giá khoảng US $180. Dù doanh số bán ra không được tốt nhưng máy cũng được tiếp nhận khá nhiệt tình. Chính xác là có 14 tựa trò chơi đã được phát hành cho Virtual Boy ở Bắc Mỹ, nhưng chỉ một số ít được đón nhận tích cực. Hệ máy này hiếm khi được Nintendo nhắc đến, tuy nhiên máy được nhìn thấy qua các microgame trong các trò chơi WarioWare. Nintendo đã ngừng Virtual Boy chỉ sau vài tháng phát hành. 

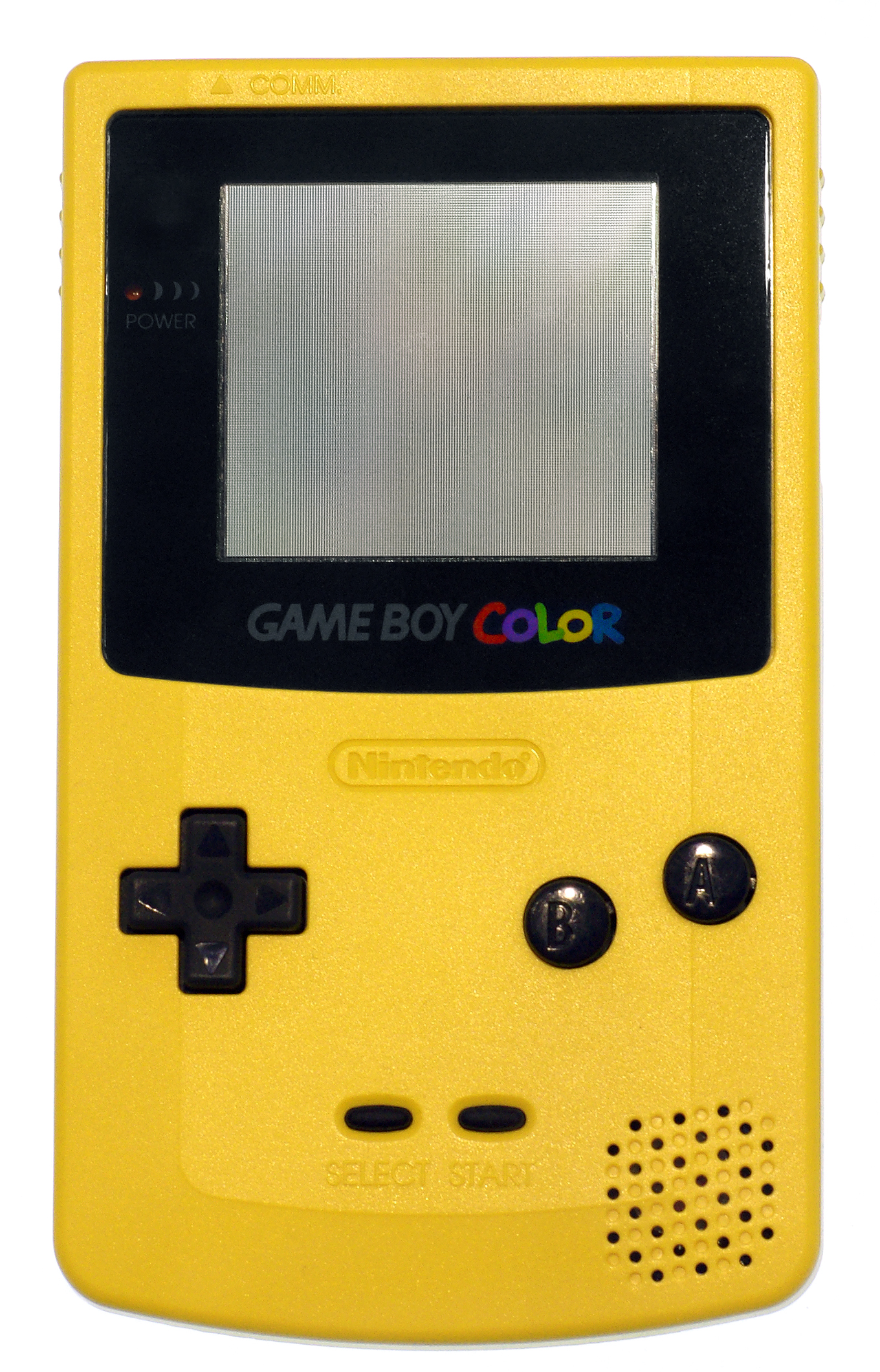
Môt Game Boy Color.

### Game Boy Color (1998)
Năm 1998, Nintendo giới thiệu Game Boy Color là sản phẩm kế thừa Game Boy nguyên bản. Máy có màn hình màu, bộ xử lý 8 bit và bộ xử lý trung tâm Zilog Z80 tùy chỉnh. máy được tạo ra để cạnh tranh với WonderSwan Color và Neo Geo Pocket. Trò chơi bán chạy nhất của hệ máy là loạt Pokémon Gold và Silver.

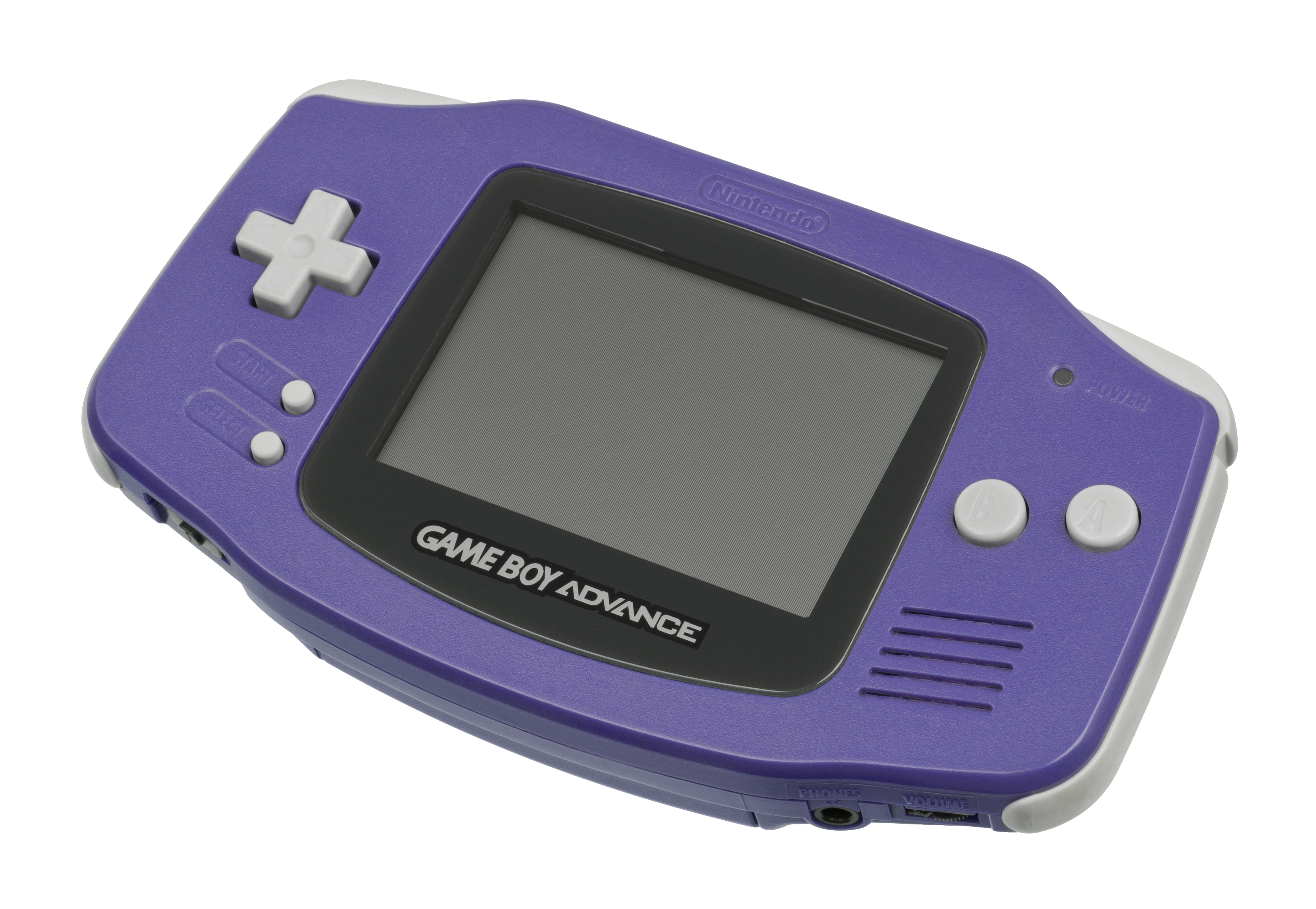
Một Game Boy Advance nguyên bản.

### Game Boy Advance (2001)
Tháng 3 năm 2001, Nintendo giới thiệu Game Boy Advance, bản nâng cấp công nghệ lớn đầu tiên cho dòng Game Boy. Nintendo sau đó đã phát hành hai mô hình nâng cấp của Game Boy Advance là Game Boy Advance SP và Game Boy Micro vào năm 2003 và 2005. Game Boy Advance SP có thiết kế vỏ sò, nhỏ hơn, có đèn màn hình tích hợp và pin có thể sạc lại, trở thành tính năng tiêu chuẩn cho các thiết bị cầm tay của Nintendo trong tương lai. Game Boy Micro là một biến thể thậm chí còn nhỏ hơn, với các mặt thiết kế có thể hoán đổi cho nhau. Không giống như các mẫu trước đó, Micro không có khả năng tương thích ngược với Game Boy / Game Boy Color và hỗ trợ e-Reader. Kể từ ngày 30 tháng 6 năm 2010, ba mẫu Game Boy Advance đã bán được 81,51 triệu máy trên toàn thế giới.

### Nintendo DS (2004)
Nintendo DS (viết tắt là NDS, DS, hoặc tên đầy đủ Nintendo Dual Screen và iQue DS tại Trung Quốc) là một máy chơi trò chơi điện tử cầm tay được phát triển và sản xuất bởi Nintendo, phát hành ngày 21 tháng 11 năm 2004, là hệ máy đầu tiên của dòng Nintendo DS. Đặc trưng với thiết kế vỏ sò nằm ngang và có hai màn hình, với màn dưới là một màn hình cảm ứng  Máy cũng tích hợp micrô và hỗ trợ các chuẩn kết nối không dây IEEE 802.11 (Wi-Fi), cho phép người chơi tương tác với nhau trong phạm vi ngắn (10-30 mét, tùy theo điều kiện) hoặc qua dịch vụ Nintendo Wi-Fi Connection thông qua một điểm truy cập Wi-Fi tiêu chuẩn. Theo Nintendo, các chữ cái "DS" có nghĩa là tên viết tắt của "Developers' System" và "Double Screen", đề cập đến các tính năng của thiết bị cầm tay được thiết kế để khuyến khích các ý tưởng sáng tạo giữa các nhà phát triển. Hệ máy này được gọi là "Dự án Nitro" trong quá trình phát triển.
Vào ngày 2 tháng 3 năm 2006, Nintendo phát hành Nintendo DS Lite, một phiên bản được thiết kế lại của Nintendo DS, tại Nhật Bản. Sau đó máy đã được phát hành ở Bắc Mỹ, Úc và Châu Âu.
Tính đến ngày 31 tháng 12 năm 2013, Nintendo DS đã bán được 154,98 triệu máy, bao gồm 93,86 triệu Nintendo DS Lites.
Bản thiết kế lại thứ hai của Nintendo DS, Nintendo DSi, phát hành ngày 1 tháng 11 năm 2008, tại Nhật Bản, ngày 2 tháng 4 năm 2009 tại Úc, ngày 3 tháng 4 năm 2009 tại Châu Âu và ngày 5 tháng 4 năm 2009 tại Bắc Mỹ. máy có hai camera và có thể tải phần mềm, cộng với bộ nhớ flash và trình duyệt web tích hợp. Khe cắm thẻ SD thay thế khe cắm băng Game Boy Advance. Một mẫu tương tự, được gọi là Nintendo DSi XL, phát hành vào năm 2010. Có cấu hình tương tự như tiền nhiệm, nhưng lớn hơn một chút và có bút stylus lớn được thiết kế để sử dụng khi ở nhà. Tính đến ngày 31 tháng 12 năm 2013, Nintendo DSi đã bán được 41,33 triệu máy.

### Nintendo 3DS (2011)

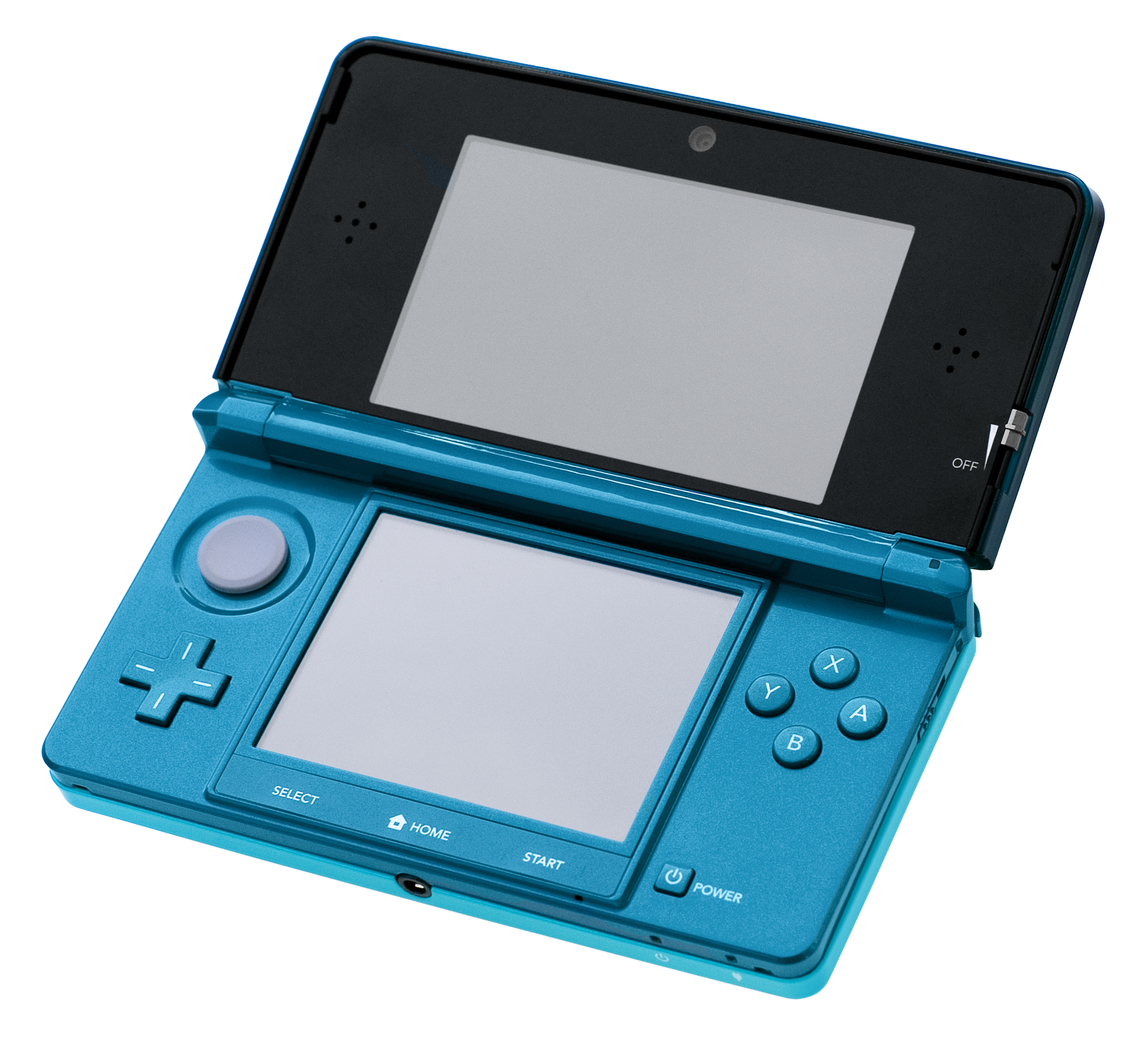
Một Nintendo 3DS nguyên bản.

Mặc dù tên và giao diện của thiết bị giống với dòng DS, Nintendo 3DS (3DS hoặc N3DS) là phiên bản kế thừa của DS và cũng là một hệ máy hoàn toàn mới. Nintendo 3DS được phát hành ngày 26 tháng 2 năm 2011. Máy có ba máy ảnh, hai ở bên ngoài (đối với ảnh 3D) và một ở trong, phía trên màn hình trên. Màn hình dưới là màn hình cảm ứng tương tự với màn hình dưới của DS, và màn hình trên là Màn hình rộng và LCD 3D tự động. Công nghệ 3D không cần kính là một quá trình gửi các hình ảnh khác nhau sang mắt trái và phải để mắt người có thể nhìn màn hình ở chế độ 3D "mà không cần kính chuyên dụng". 3DS được cho là nâng cao trải nghiệm trực tuyến của Nintendo. Vào năm 2012, 3DS XL công bố phát hành, tương tự như sự thay đổi giữa DSi và DSi XL. máy có màn hình lớn hơn 90% và thay đổi thiết kế như lớp hoàn thiện mờ và bút stylus ở khu vực dễ lấy hơn. Nintendo 2DS được phát hành vào ngày 12 tháng 10 năm 2013. Đây là một biến thể được thiết kế để có giá cả phải chăng mà không cần thiết kế vỏ sò hoặc khả năng 3D của 3DS. Một thiết kế lại khác, New Nintendo 3DS và 3DS XL, phát hành tại Nhật Bản tháng 10 năm 2014, Úc vào tháng 11 năm 2014 và ở mọi nơi khác vào tháng 2 năm 2015. Bao gồm nút vai C-Stick, nút vai ZR và ZL và CPU nhanh hơn, cho phép có thêm nhiều phần mềm dành riêng cho New Nintendo 3DS (như Xenoblade Chronicles 3D). Giống như 3DS gốc, New Nintendo 3DS cũng có phiên bản XL. Tính đến ngày 31 tháng 12 năm 2013, Nintendo đã bán được 42,74 triệu máy, bao gồm 15,21 triệu Nintendo 3DS XL và 2,11 triệu Nintendo 2DS.

Máy chơi trò chơi cầm tay mới nhất là New Nintendo 2DS XL, phát hành tháng 7 năm 2017 trên khắp năm quốc gia khác nhau, và đến năm 2020, là mẫu duy nhất vẫn đang được sản xuất. Vào ngày 16 tháng 9 năm 2020, Nintendo xác nhận việc sản xuất tất cả các hệ máy dòng Nintendo 3DS đã kết thúc

### Nintendo Switch (2017)

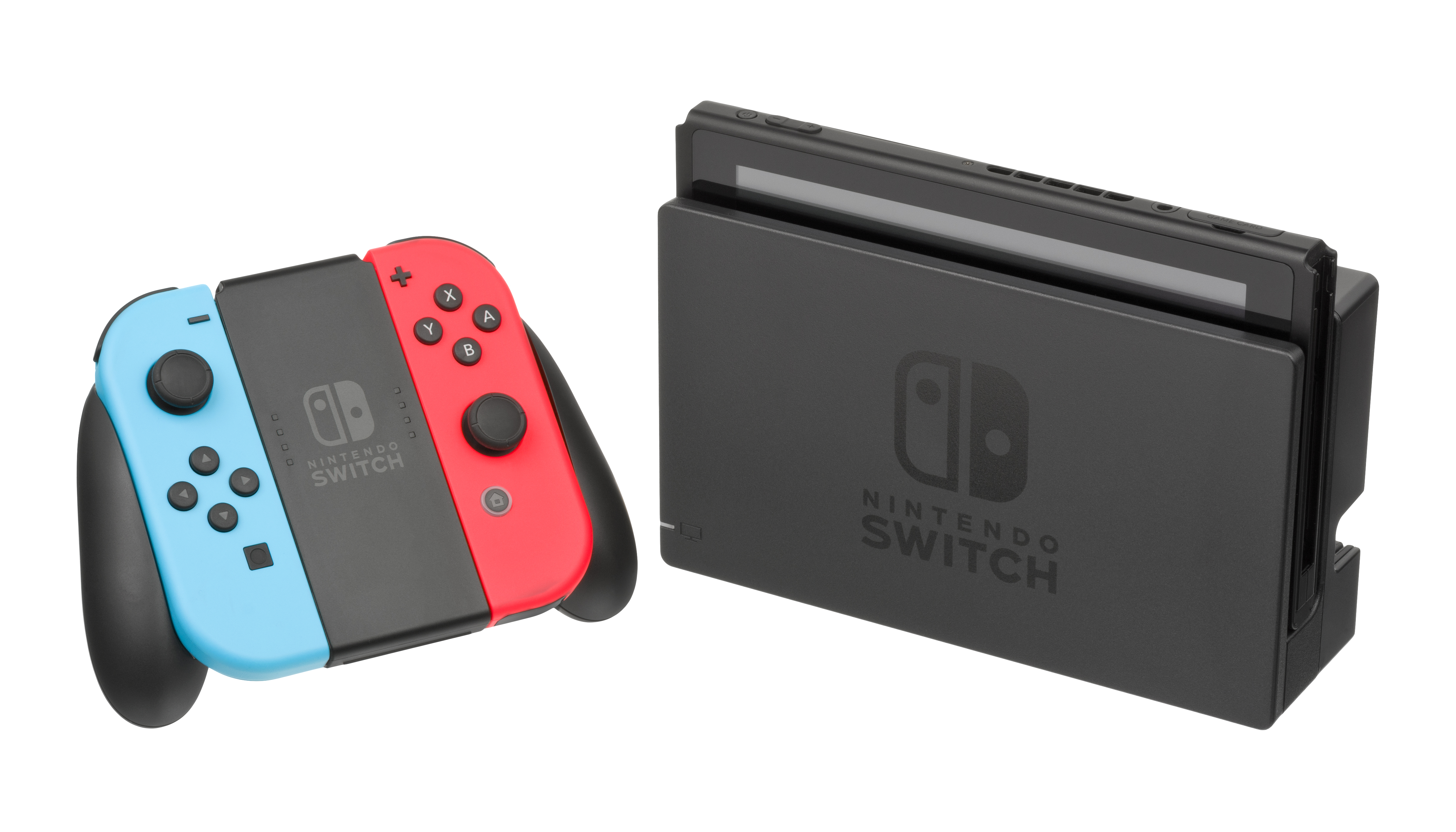
Một máy Nintendo Switch.

Nintendo Switch là một thiết bị lai, vừa là máy chơi trò chơi cầm tay vừa có thể là máy chơi trò chơi tại gia. Thông tin thêm có thể được tìm thấy trong phần máy chơi trò chơi điện tử tại gia của bài viết này.

### Nintendo Switch Lite (2019)

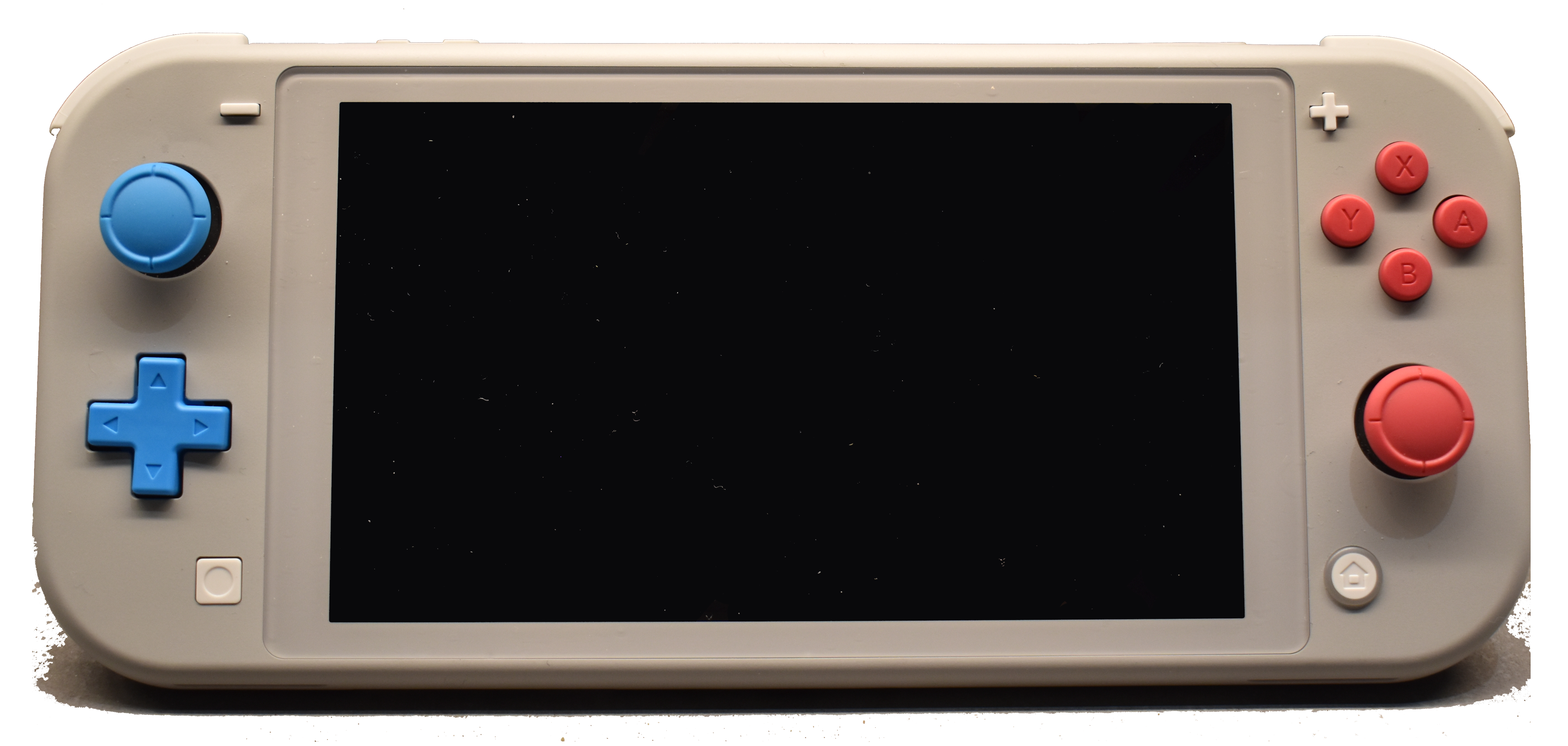
Phiên bản Pokémon Zacian và Zamazenta của Nintendo Switch Lite

Nintendo Switch Lite là một lựa chọn hợp lý hơn cho Nintendo Switch, do Nintendo phát hành ngày 20 tháng 9 năm 2017. Máy này tương tự như Nintendo Switch thông thường và có thể chơi hầu hết tất cả các trò chơi như nhau, nhưng chỉ có tính năng cầm tay và cũng nhỏ hơn một chút. Bản Nintendo Switch này có ba màu là xám, xanh ngọc, hồng san hô và vàng. 

## Phần cứng khác

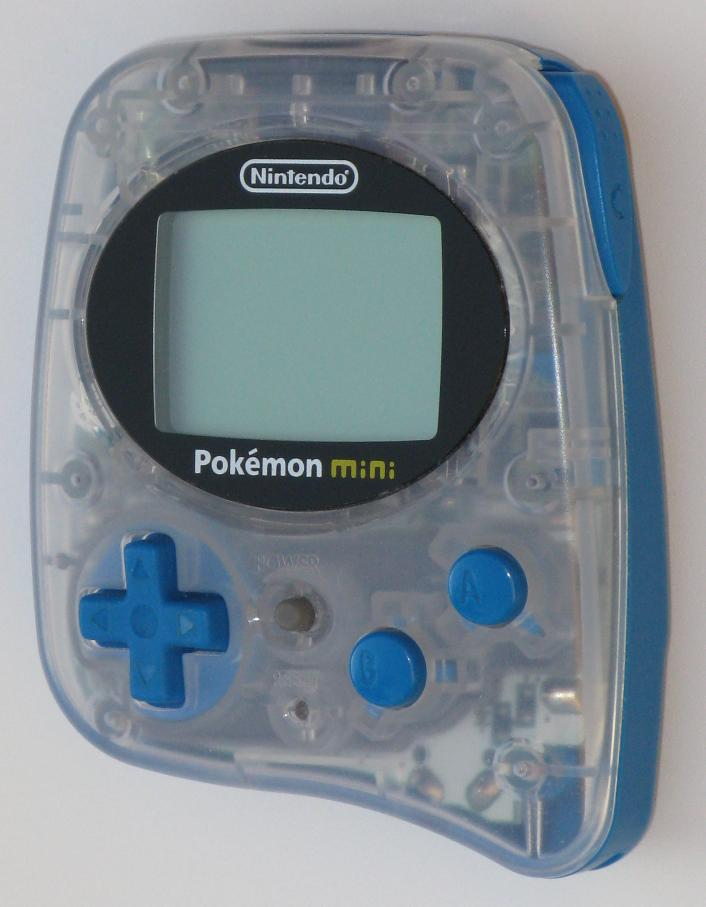
Pokémon Mini

- Game Boy Camera - máy ảnh đơn sắc cho máy Game Boy gốc bao gồm trình chỉnh sửa ảnh và khả năng in ảnh qua Máy in Game Boy
- Satellaview - chỉ phát hành tại Nhật Bản, một tiện ích bổ sung cho Super Famicom (SNES Nhật Bản) cho phép tải trò chơi xuống bằng vệ tinh
- Game Boy Player - bộ chuyển đổi để chơi các trò chơi Game Boy trên GameCube
- Game Boy Printer - một bộ chuyển đổi được thiết kế để in những thứ từ Game Boy thành nhãn dán. Ví dụ, máy được sử dụng để in ra hình ảnh Game Boy Camera và thông tin Pokémon từ Pokédex trong trò Pokémon trên Game Boy.
- e-Reader - một tiện ích bổ sung cho Game Boy Advance để quét "thẻ e-Reader" đặc biệt, thẻ giấy với dữ liệu được mã hóa đặc biệt được in trên đó.
- iQue Player - một phiên bản của Nintendo 64, tốc độ đồng hồ gấp đôi và tải được trò chơi, chỉ phát hành tại Trung Quốc
- iQue DS - một phiên bản Nintendo DS chỉ phát hành tại Trung Quốc
- Nintendo 64DD - chỉ phát hành tại Nhật Bản, các trò chơi của máy này nằm trên các đĩa từ có thể ghi lại. Các trò chơi được phát hành bao gồm Paint và 3D, F-Zero X Expansion Kit, để tạo các bản nhạc của F-Zero X, phần tiếp theo của SimCity, SimCity 64 và một số trò chơi khác dựa theo bản SNES.
- Pokémon Mini - ra mắt tại London vào Giáng sinh năm 2000, Pokémon Mini là máy chơi trò chơi rẻ nhất của Nintendo từng được sản xuất; với các trò chơi có giá £ 10 ($ 15) mỗi trò và máy có giá £ 30 ($ 45). Đây vẫn là máy chơi trò chơi bằng băng nhỏ nhất từng được thực hiện. Doanh số của máy rất kém. [cần dẫn nguồn]
- Mobile System GB - phát hành tại Nhật Bản vào ngày 14 tháng 12 năm 2000. Mobile System là một bộ chuyển đổi để chơi các trò chơi Game Boy Color trên điện thoại di động. Pokémon Crystal là trò chơi đầu tiên tận dụng khả năng của Mobile System. Người chơi có thể nối một bộ chuyển đổi với Game Boy của họ rồi kết nối máy với điện thoại di động để  nhận tin tức, đổi chác và chiến đấu với những người chơi khác trên khắp Nhật Bản.
- Pokémon Pikachu - một thiết bị cầm tay tương tự như Tamagotchi, cho phép người dùng chăm sóc Pikachu như một thú cưng
- Super Game Boy - bộ chuyển đổi để chơi các trò chơi Game Boy trên Super NES, và hiển thị màu
- Triforce - một bảng mạch hệ thống máy arcade dựa trên phần cứng GameCube, được phát triển với sự hợp tác của Sega và Namco
- Yakuman - một trò chơi mạt chược cầm tay phát hành năm 1983
- GameCube Microphone - được sử dụng trong Karaoke Revolution Party, Mario Party 6, Mario Party 7 và Odama trên GameCube. máy có khả năng nhận biết âm thanh cơ bản và kết hợp chúng vào trò chơi.
- Nintendo Gateway - tay cầm điều khiển phần cứng / phần mềm độc quyền có sẵn trên các máy bay thương mại và khách sạn,[47] cung cấp thông tin các cửa hàng mua sắm và giải trí tương tác [48]
- Panasonic Q - một phiên bản GameCube có thể chơi dĩa DVD do Panasonic phát triển
- Visteon Dockable Entertainment System - đầu đĩa DVD di động chứa phần cứng Game Boy Advance được cấp phép chính thức
- Pokéwalker - Máy đếm bước chân được sử dụng trongPokémon HeartGold và SoulSilver có thể được sử dụng để nâng cấp trò chơi Pokémon HeartGold và SoulSilver bằng cách tặng một số Pokémon và vật phẩm đặc biệt cũng như các lợi ích bổ sung khác mà phần thưởng tùy thuộc vào số bước chân một người có thể thực hiện.
- Đồng hồ đo hoạt động - Một máy đếm bước chân hồng ngoại (IR) để sử dụng với trò chơi Nintendo DS, Personal Trainer: Walking
- Fit Meter - một phụ kiện dùng trong một số trò chơi trên hệ máy Wii U, Wii Fit U, theo dõi số bước chân thực và lao cầu thang. Có thể được đồng bộ hóa với trò chơi bằng Wii U GamePad.